# Barna från Blåsjöfjället (bok)
Barna från Blåsjöfjället är en svensk bok av Björn Norström och Jonas Sima illustrerad av Cecilia Torudd-Levan, utgiven 1974 på Tidens förlag.
Boken filmatiserades 1980 med regi av Jonas Sima som Barna från Blåsjöfjället.